# ビンゴ・スミス
ロバート・"ビンゴ"・スミス（Robert "Bingo" Smith、1946年2月26日 - 2023年10月26日）は、アメリカ合衆国の元プロバスケットボール選手。身長196cm、体重88kg。ポジションはシューティングガード及びスモールフォワード。NBAのクリーブランド・キャバリアーズでキャリアの大半を過ごした。

## 経歴
スミスはメンフィスで生れ、進学したタルサ大学では4年次に平均24.5得点10.3リバウンドをあげてカンファレンス年間最優秀選手に選ばれた。"ビンゴ"というニックネームは大学時代に付けられた。1969年のNBAドラフト全体6位でサンディエゴ・ロケッツに入団し、翌1970年にエクスパンション・ドラフトでクリーブランド・キャバリアーズに加入した。
キャバリアーズでは約9シーズンに渡って主力としてプレーした。1974-75シーズンにキャリアハイとなる平均15.9得点を記録し、翌1975-76シーズンはチームのカンファレンス決勝進出に貢献した。キャバリアーズで記録した通算9,513得点は球団史上6位、720試合出場は同4位の数字である。1979年にサンディエゴ・クリッパーズに移籍し、1シーズンプレーした後現役を引退した。NBAでの成績は、865試合の出場で通算10,882得点（平均12.6得点）であった。
1979年、スミスの背番号『7』がキャバリアーズの永久欠番に指定された。
2023年10月26日の夜に死去。77歳没。